# Cercosporella junci
Cercosporella junci är en svampart som beskrevs av MacGarvie & O'Rourke 1969. Cercosporella junci ingår i släktet Cercosporella och familjen Mycosphaerellaceae.   Inga underarter finns listade i Catalogue of Life.